# Bannière de Hernán Cortés

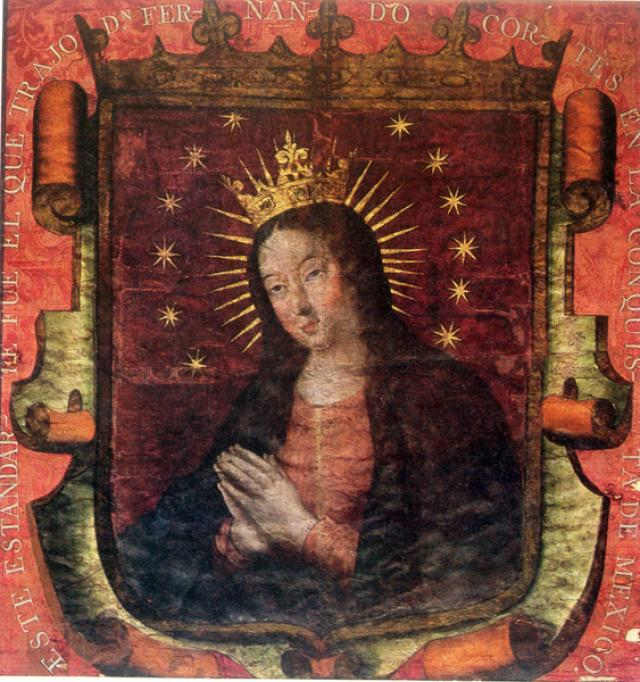
La bannière de Cortés est conservée au musée de l'armée de Tolède.

La bannière d'Hernán Cortés est l'étendard que le conquistador Hernán Cortés a utilisé lors de la conquête du Mexique et qui se trouve au Musée national d'histoire (es) de Mexico.

## Historique
Le musée de l'armée, situé dans l'Alcazar de Tolède, abrite la bannière de Cortés, considérée comme le joyau le plus précieux du musée. Cette bannière, emportée en Amérique au XVIe siècle, est l'une des plus anciennes conservées à ce jour. C'est précisément dans cette forteresse que Cortés a été reçu par Charles Quint lors de son premier retour de Nouvelle-Espagne
En 1529, Cortés fait don de la bannière à Oaxaca, seigneurie dont il venait d'être fait marquis. Les rebelles dirigés par José María Morelos, originaire de Valladolid, ont juré en sa présence en 1812. La bannière revient en Espagne en 1814, après avoir été récupérée par l'armée de Saboya (es) cette année-là.
La bannière a été acquise par le conservateur du musée, León Gil del Palacio, à partir de fonds publics, lors des préparatifs de la réouverture du musée au public en 1841, lorsqu'il a déménagé au palais du Buen Retiro à Madrid.
La bannière, aujourd'hui très fragile, est conservée derrière une vitrine.

## Description
Elle mesure trois mètres de haut sur deux mètres et demi de large. Il s'agit d'une broderie damasquinée sur tissue de soie, réalisée au monastère royal de Santa María de Guadalupe. Sur le devant est brodée une copie de la Vierge du chœur du monastère de Guadalupe, et sur le dos les armoiries de Castille et León. Selon Santiago Mata, qui obtient du musée de Chapultepec l'autorisation de publier dans son roman El secreto de la Virgen de Guadalupe l'image des deux parties de la bannière, la similitude entre l'image brodée sur cette bannière et celle qui apparaissait imprimée sur la tilma de Juan Diego Cuauhtlatoatzin est à l'origine du nom donné à Notre-Dame de Guadalupe. Bien que ce motif, évident pour ceux qui ont vécu ces circonstances, soit tombé dans l'oubli, la bannière de Cortés est restée cachée et non exposée au musée de Chapultepec.